# Амадей (герб)
Амадей (Гамадей, Орлик, пол. Amadej, Amadejowa, Amadey, Hamadaj, Hamadej, Hamadejowa, Hamadziej, Homadziej, Orlek, Orłek, Orłek bez ogona, Sokola) — польський родовий шляхетський герб, що прибув в Польщу з Італії через Угорщину.

## Історія
Рід Амадеїв походить з Угорщини, звідки він переселився до Польщі за правління польського короля Казимира III, в 1330 р. Вперше герб згаданий в Польщі в 1402 році.

## Опис
В червоному полі срібний, коронований золотою короною одноголовий орел з розпростертими крилами і разверстими кігтями, але без хвоста. У дзьобі орел тримає золотий перстень.

## Роди
Згідно «Гербовника Польського» Тадеуша Ґайля герб «Амадей» вживали 22 родини: Амадей, Боболицькі, Валевські, Венґжиновичі (Венгриновичі), Влостовські, Град, Гроностай, Жизмовські, Козанецькі, Козубські, Косинські, Лаґєвницькі, Майєргоффери, Мзуровські, Мсуровські, Мшанецькі, Прушковські, Птак, Сускраєвські, Сускрайовські, Янковські.
Amadej, Bobolicki, Grad, Gronostaj, Jankowski, Kosiński, Kozanecki, Kozubski, Łagiewnicki, Maierhoffer, Msurowski, Mszaniecki, Mzurowski, Pruszkowski, Ptak, Suskrajewski, Suskrajowski, Suskrojowski, Walewski, Węgrzynowicz, Włostowski, Żyzmowski.
Білоруський генеалог Сяргей Рибчонак стверджує, що до цього гербу також належав татарський рід Ас(с)ановичів (пол. Assanowicz).